# Mount Cameroon FC
Mount Cameroon Football Club w skrócie Mount Cameroon FC – kameruński klub piłkarski grający w trzeciej, a niegdyś w kameruńskiej pierwszej lidze, mający siedzibę w mieście Buéa.

## Sukcesy
- Puchar Kamerunu[1]:
  - zwycięstwo (1): 2002

- Superpuchar Kamerunu[1]:
  - zwycięstwo (1): 2002

## Występy w afrykańskich pucharach
| Sezon | Rozgrywki                 | Runda   | Kraj              | Klub                | Dom | Wyjazd | Dwumecz |
| ----- | ------------------------- | ------- | ----------------- | ------------------- | --- | ------ | ------- |
| 2003  | Puchar Zdobywców Pucharów | 1       | Gwinea Równikowa  | Akonangui FC        | 2–0 | 0–1    | 2–1     |
| 2003  | Puchar Zdobywców Pucharów | 2       | Ghana             | Asante Kotoko SC    | 2–2 | 2–3    | 4–5     |
| 2008  | Puchar Konfederacji       | wstępna | Kongo             | JS Talangaï         | 4–1 | 1–2    | 5–3     |
| 2008  | Puchar Konfederacji       | 1       | Angola            | EC Primeiro de Maio | 0–1 | 2–0    | 2–1     |
| 2008  | Puchar Konfederacji       | 2       | Południowa Afryka | Ajax Kapsztad       | 5–0 | 1–5    | 6–5     |
| 2008  | Puchar Konfederacji       | 3       | Angola            | GD Interclube       | 1–1 | 1–2    | 2–3     |

## Stadion
Domowe mecze klub rozgrywa na stadionie o nazwie Molyko Omnisport Stadium w Buéa, który może pomieścić 3200 widzów.

## Reprezentanci kraju grający w klubie
Stan na czerwiec 2023.
| - Jacques Elong-Elong - Eyong Enoh - Nkesi Hosea - Robert Jama Mba | - André Ndamé - Edouard Oum Ndeki - Viera Ellong |